# Anolis purpurescens
Espèce
Synonymes
- Dactyloa purpurescens (Cope, 1899)
- Anolis chocorum Williams & Duellman, 1967
- Dactyloa chocorum (Williams & Duellman, 1967)

Anolis purpurescens est une espèce de sauriens de la famille des Dactyloidae. 

## Répartition
Cette espèce se rencontre au Nord de la Colombie et au Panama.

## Taxinomie
L'espèce Anolis chocorum a été placée en synonymie avec Anolis purpurescens par Batista, Vesely, Mebert, Lotzkat et Köhler en 2015.

## Publication originale
- Cope, 1899 : Contributions to the herpetology of New Grenada and Argentina, with descriptions of new forms. The Philadelphia Museums Scientific Bulletin, no 1, p. 1-19 (texte intégral).